# Praktstenört
Praktstenört (Aurinia saxatilis) är en korsblommig växtart som först beskrevs av Carl von Linné, och fick sitt nu gällande namn av Nicaise Auguste Desvaux. Enligt Catalogue of Life ingår Praktstenört i släktet praktstenörter och familjen korsblommiga växter, men enligt Dyntaxa är tillhörigheten istället släktet praktstenörter och familjen korsblommiga växter. Arten förekommer tillfälligt i Sverige, men reproducerar sig inte.

## Underarter
Arten delas in i följande underarter:
- A. s. megalocarpa
- A. s. orientalis
- A. s. saxatilis

## Bildgalleri

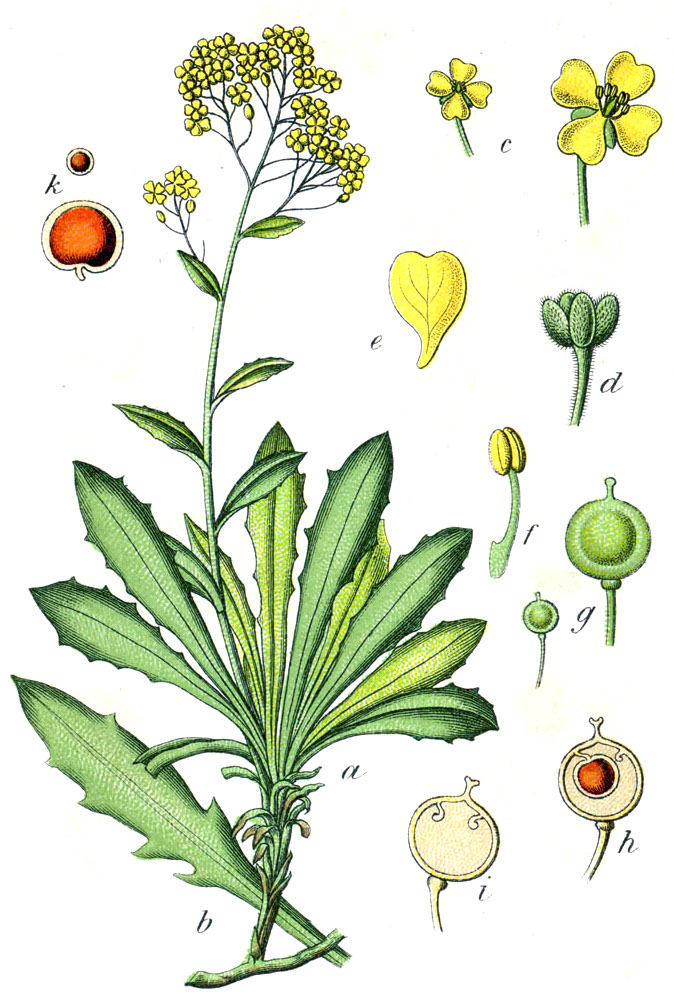
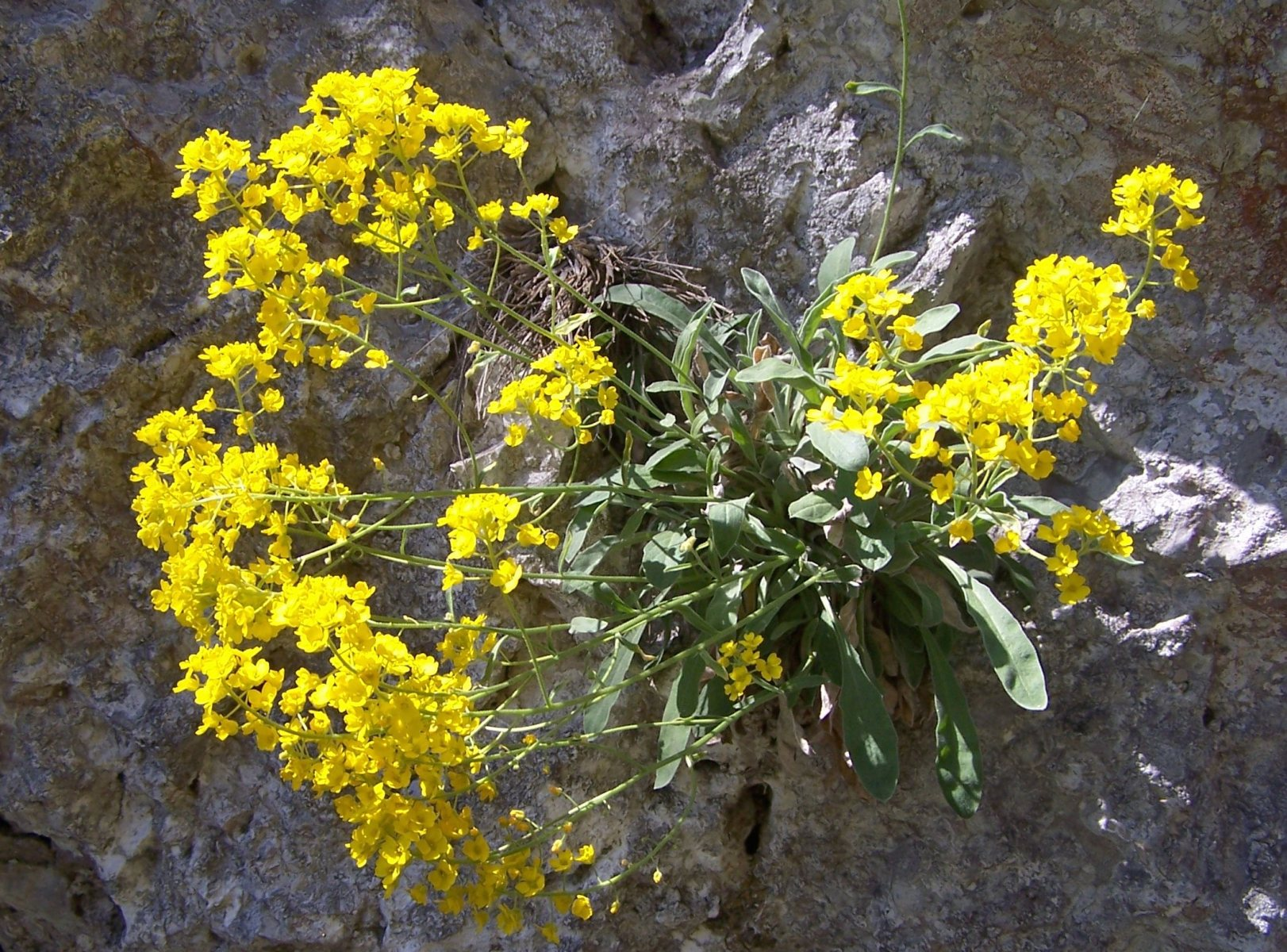
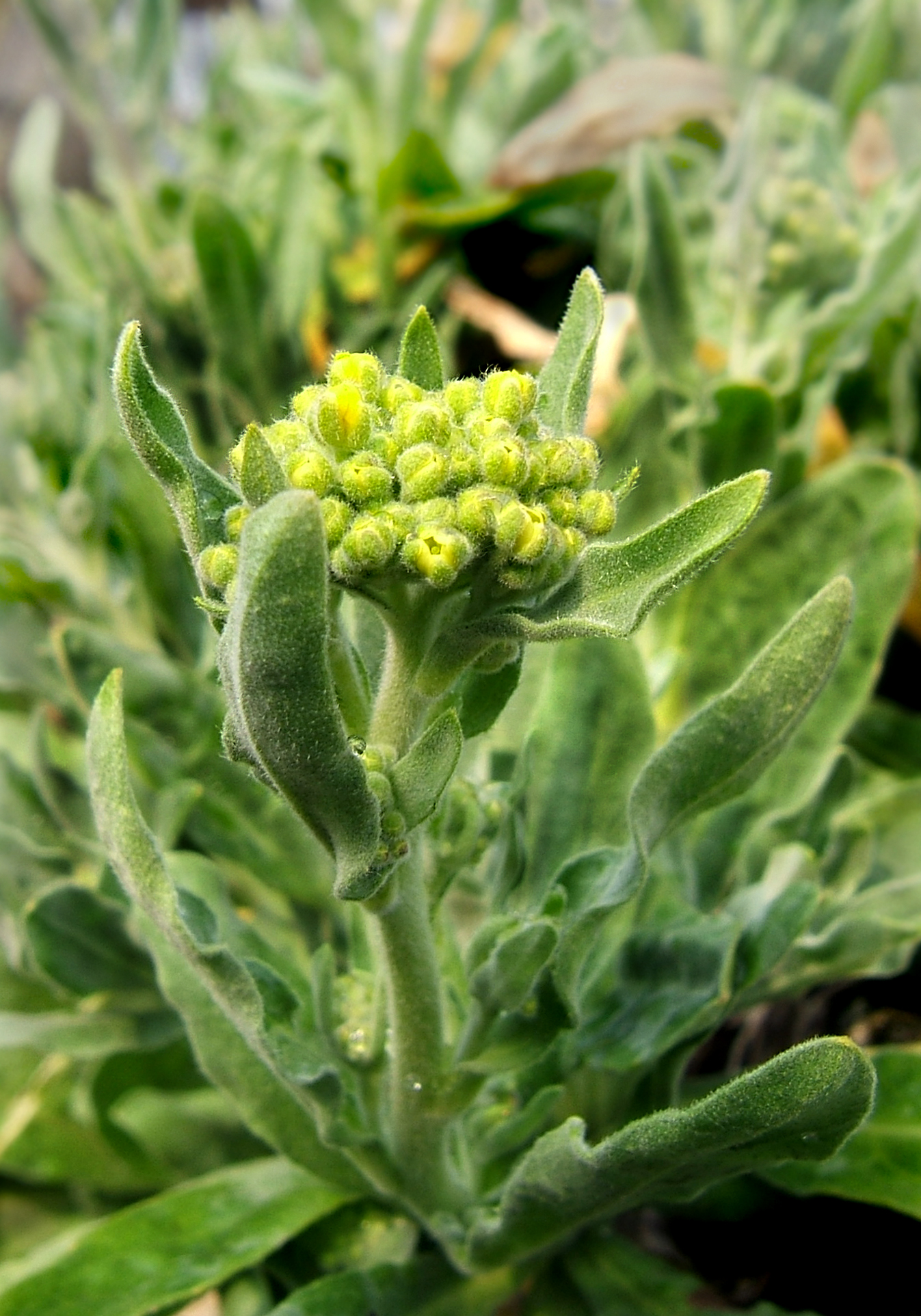
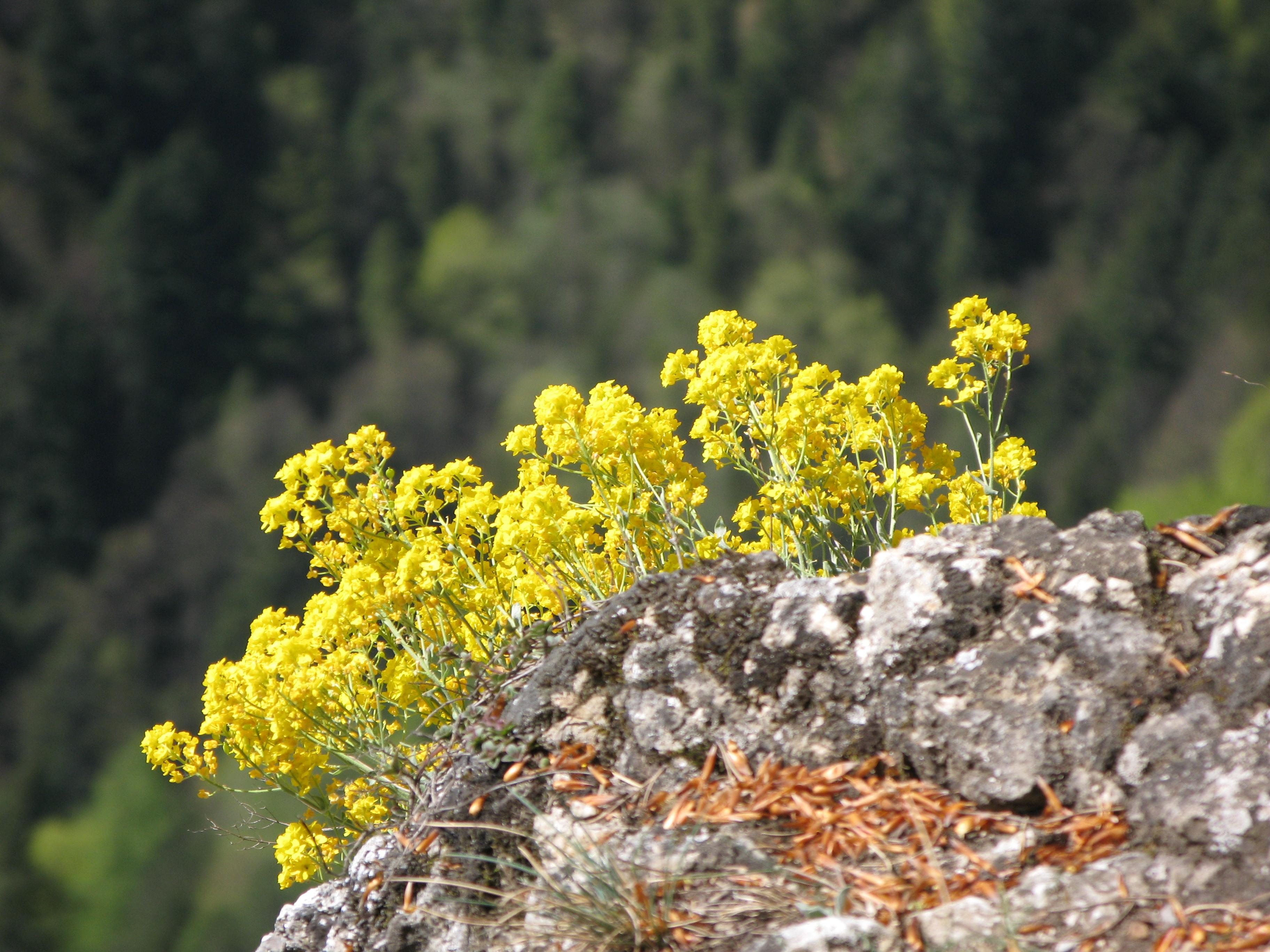
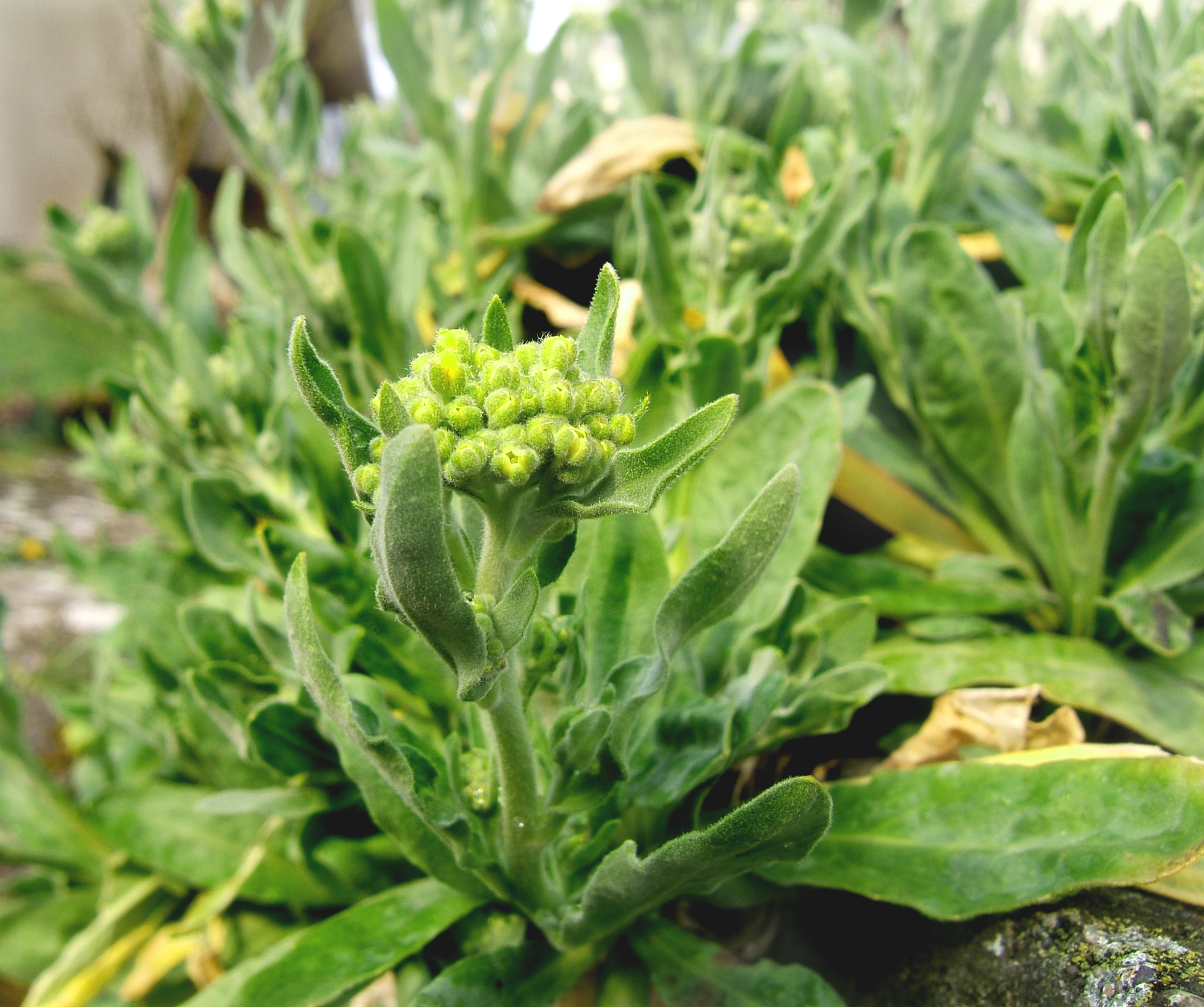
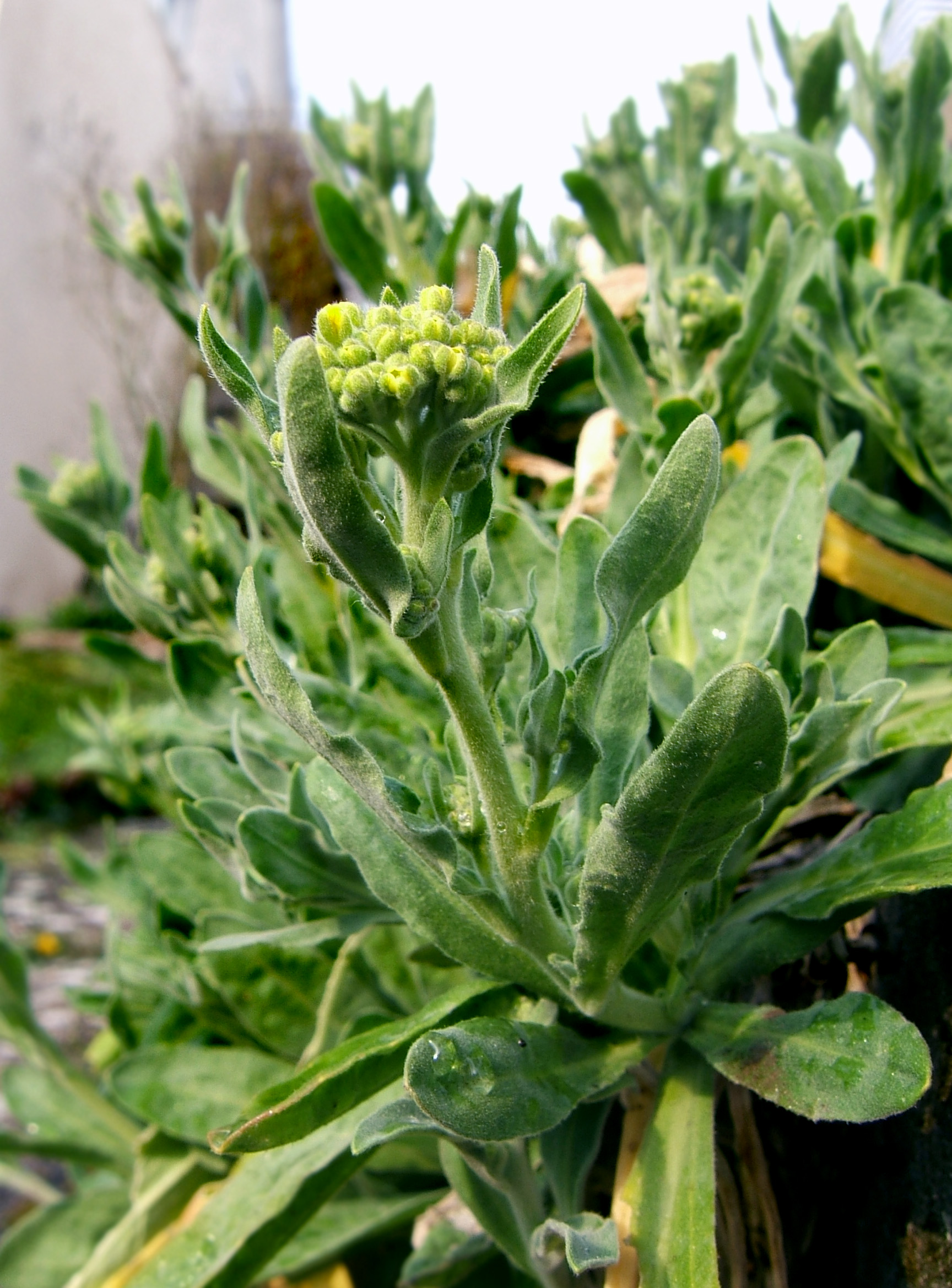